# خیمی سیاخ
خیمی سیاخ (انگلیسی: Jaime Siaj؛ زادهٔ ۱۶ دسامبر ۱۹۹۵) بازیکن فوتبال اهل اسپانیا است.
وی همچنین در تیم ملی فوتبال اردن بازی کرده‌است.